# Georgios Simiriotou
Georgios Simiriotis (griechisch Γεώργιος Σημηριώτης, * 1886; † 20. Jahrhundert) war ein griechischer Tennisspieler.
Simiriotis gewann bei den Olympischen Zwischenspielen 1906 in Athen eine Silbermedaille im Mixed-Doppel. Er spielte an der Seite von Sophia Marinou. Sie erreichten zwar das Finale, mussten sich aber dort den Franzosen Marie und Max Décugis geschlagen geben. Im Herreneinzel schied Simiriotis gegen den Niederländer Gerard Scheurleer im Viertelfinale aus. Im Herrendoppel unterlag er mit Nikolaos Zarifis gegen Zdeněk und Ladislav Žemla im Spiel um Platz drei und die Bronzemedaille.
Er ist der Bruder von Esme Simiriotou, die bei denselben Spielen Gold im Einzel gewann. Ihre Mutter stammt aus einer reichen Bankdynastie von Georgios Zarifis. Deswegen ist Georgios vermutlich auch mit seinem Doppelpartner verwandt gewesen.